# Флорін Сегирчяну
Флорін Сегирчяну (нар. 29 березня 1961) — колишній румунський тенісист.
Найвищу одиночну позицію світового рейтингу — 73 місце досяг 10 жовтня 1983, парну — 49 місце — 8 жовтня 1984 року.
Здобув 1 парний титул.

## Фінали за кар'єру

### Парний розряд (1–5)
| Результат | W/L | Дата     | Турнір                      | Покриття   | Партнер         | Суперники                   | Рахунок       |
| --------- | --- | -------- | --------------------------- | ---------- | --------------- | --------------------------- | ------------- |
| Поразка   | 0–1 | Жов 1983 | Базель, Швейцарія           | Тверде (i) | Стефан Едберг   | Павел Сложил Томаш Шмід     | 1–6, 6–3, 6–7 |
| Перемога  | 1–1 | Жов 1983 | Кельн, Західна Німеччина    | Тверде     | Нік Савіано     | Пол Еннекон Ерік Коріта     | 6–3, 6–4      |
| Поразка   | 1–2 | Тра 1984 | Мюнхен, Західна Німеччина   | Ґрунт      | Ерік Фромм      | Борис Бекер Войцех Фібак    | 4–6, 6–4, 1–6 |
| Поразка   | 1–3 | Жов 1985 | Тель-Авів, Ізраїль          | Тверде     | Майкл Робертсон | Бред Гілберт Іліє Настасе   | 3–6, 2–6      |
| Поразка   | 1–4 | Лип 1989 | Штутгарт, Західна Німеччина | Ґрунт      | Цирил Сук       | Петр Корда Томаш Шмід       | 3–6, 4–6      |
| Поразка   | 1–5 | Сер 1990 | Прага, Чехословаччина       | Ґрунт      | Георге Косак    | Войтех Флегль Даніель Вацек | 7–5, 4–6, 3–6 |